# بتيل الدولية
بتيل الدولية (بالإنجليزية: Bateel International)‏ هي شركة تهتم في زراعة التمور وتصنيع للشوكولاته ومقرها في العاصمة السعودية الرياض. تدير بتيل أيضًا العديد من المقاهي.

## التاريخ
في عام 1992، تم افتتاح أول متجر بتيل في مركز برجمان في دبي. تلا ذلك 15 متجرا إضافيا في دولة الإمارات العربية المتحدة ومتاجر في جميع دول مجلس التعاون الخليجي وآسيا وأفريقيا وأوروبا. تعود أصول الشركة إلى المملكة العربية السعودية، حيث لا تزال مزارع تمور الشركة موجودة حتى اليوم. في عام 2013، توسعت بتيل بشكل كبير وفتحت متاجر ذواقة في روسيا وتركيا بالإضافة إلى مقاهي أخرى في الإمارات العربية المتحدة وسلطنة عمان والمملكة العربية السعودية. افتتحت بتيل أول متجر لها في الولايات المتحدة في عام 2016.
يمثل كافيه بتيل تجربة بتيل النهائية. يجمع مقهى بتيل بين التقاليد الغنية للضيافة العربية وتراث أمبريان الشهير في الطهي الإيطالي، ويقدم مزيجًا سلسًا من أناقة المقهى الأوروبي ومجموعة متميزة من الأطعمة والمشروبات الذواقة. يقدم هذا الطعام الذي لا مثيل له في أجواء متطورة ودافئة مقهى باتيل وجهة مفضلة لدى خبراء الأطعمة.

## الإنتاج والمبيعات
يتم إنتاج الشوكولاته والبسكويت في مصنع بتيل في دبي. تم الحصول على التمور من المزارع في الغاط بالمملكة العربية السعودية. يتم إنتاج معظم المنتجات الذواقة في فرنسا وإيطاليا حصريًا لشركة بتيل. تقع العلامة التجارية في القطاع المتميز وتبيع منتجاتها في جميع أنحاء العالم.
بتيل هي شركة متكاملة رأسيًا. يتم إنتاج المنتجات في مصانع الشركة الخاصة ويتم تقديمها في الغالب في متاجر الشوكولاتة الخاصة بهم وكذلك في الفنادق فئة 5 نجوم والمتاجر الكبرى (مثل متجر هارودز). تبيع المحلات في الغالب التمور والشوكولاتة، ولكن أيضًا المنتجات المعبأة.

## المنتجات
الأعمال الأساسية في بتيل هي التمر والشوكولاتة، إلى جانب المعجنات والفواكه المسكرة والحبوب والأطعمة الذواقة. تبيع بتيل أكثر من 20 نوعًا مختلفًا من التمور، بما في ذلك تمور الخضر وتمور خولاس وتمور مادول وتمور سيجاي وتمور عجوه. العجوه له أهمية خاصة بالنسبة للمسلمين، لأنه ينمو فقط في المدينة المنورة المقدسة. تختلف خصائص التمورفي اللون والملمس والذوق وكل منها يأتي من نخيل التمر المختلفة.

## وصلات خارجية
- الموقع الرسمي